# 김민수 (정치인)

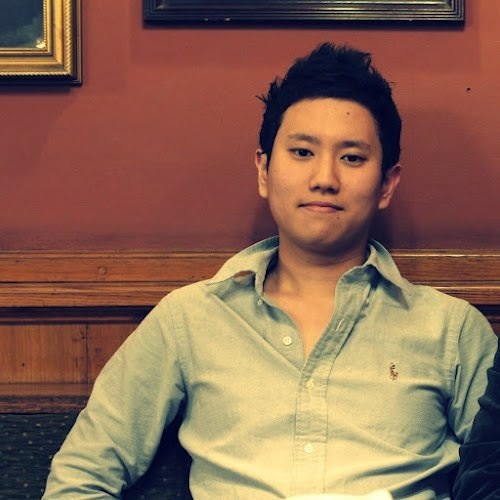
김민수

김민수(金旼秀, 1991년 5월 15일~)는 영국 보수당의 런던홀본 세인트판크라스 소속 상임 발언의원(Senior Representative)이며, 영국 집권당인 보수당 조직에서 발언권을 갖는 한인 의원이다.
2010년 5월 보수당의 캐머런이 집권하기 직전 당내 UCL 보수당의 심사과정을 통과하고 2014년 현재 4년째 상임 발언의원으로 활동하고 있다.
김민수는 하원 6선 의원이자 문화·미디어·체육위원장인 존 위팅데일(현 UCL보수당 대표) 의원, 그리고 UCL보수당 명예회장인 고(故) 마거릿 대처의 동료이면서 보좌를 담당했다.
그가 보수당 내 발언의원으로 활약하자 한국 교민 사회의 관심도 높아졌는데, 그간 한국 교민의 권익과 현안을 대변할 통로가 절대적으로 부족했기 때문이다. 김민수는 현재 5만 명에 달하는 영국 내 한국인의 실생활 문제에서부터 동해와 독도 문제에 이르기까지 외교적인 측면에서 활발한 활동을 하고 있다.<ref>런던올림픽은 한국 교민 발전에 크게 기여할 것